# Aretas IV

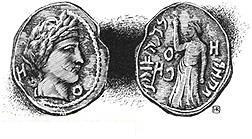
Tekening van een bronzen munt van Aretas IV, met de legende "Aretas Koning van Nabatea ... Jaar ..."

Aretas IV was 9  v.Chr. - 40 koning van de Nabateeërs
Aretas volgde Obodas III maar was waarschijnlijk niet zijn zoon. Wie hij precies was is niet duidelijk behalve dat zijn eigenlijke naam Aeneas was. Hij verhief zichzelf tot koning zonder de toestemming van keizer Augustus te vragen en deze weigerde hem daarom aanvankelijk te erkennen. Onder hem bereikte -ondanks de dreigende politieke toestand- het Nabateese koninkrijk zijn culturele hoogtepunt.
In 36 voerde hij oorlog tegen Herodes Antipas die zijn vrouw, de dochter van Aretas, had verstoten.
Aretas, die genoemd wordt in 2 Kor 11:32-33, werd opgevolgd door Malichus II.